# ラブライブ!シリーズ

ラブライブ!シリーズのロゴ

『ラブライブ!シリーズ』は、学校で結成された架空のアイドルグループの奮闘と成長を描く日本のメディアミックス作品シリーズ。KADOKAWA及びバンダイナムコホールディングス傘下のバンダイナムコミュージックライブとバンダイナムコフィルムワークスの3社によるプロジェクトである。

## 概要
2010年、KADOKAWA アスキー・メディアワークスが発行する美少女総合エンタテインメントマガジン『電撃G's magazine』、大手アニメ制作会社『サンライズ』、音楽会社『ランティス』（いずれも当時）の三者の合同によって始まったオールメディアプロジェクト。
学校を舞台に活動するスクールアイドルの普段の様子やストーリーを『LoveLive!Days』（2019年2月までは『電撃G's magazine』）の誌上にて展開しつつ、サンライズの制作によるミュージック・ビデオPVを収録したDVD付きの音楽CDを販売するという、それぞれの会社・雑誌の特色を生かした分業体制を取っている（主な製作会社を参照）。『ラブライブ!虹ヶ咲学園スクールアイドル同好会』以降はそうした展開に囚われない作品も存在し、多様な様相を呈している。
『電撃G's magazine』で行われて来た読者参加企画に倣い、ユーザーの声を積極的に取り入れる要素を内包している。ユーザーの声は、ユニット名の公募や、投票などによって作中で結成されるミニユニットのメンバー構成・PVにおけるセンターポジションやイメージガールを決定するかたちで反映される（読者参加企画を参照）。
どの作品も、開始直後はアニメや漫画などの長編ではなく、CDに収録されたボイスドラマや、『LoveLive!Days』『電撃G's magazine』誌上のインタビュー形式のショートストーリーなどで、キャラクターの日常やアイドル活動の様子が断片的に描かれる。その後は、漫画版やテレビアニメ版によってグループ結成に至る物語の流れが明らかになるが、その内容もメディアによって異なることがある（オールメディアプロジェクトを参照）。
「ラブライブ!シリーズ」という呼称は、シリーズ第2作『サンシャイン!!』が展開し始めた頃から使われてきたが、2018年8月よりTwitter公式アカウント名が「ラブライブ!公式」から「ラブライブ!シリーズ公式」に変更され、「ラブライブ!」に「School idol project series」と付記された専用のタイトルロゴも作られた。対して、特定のスクールアイドルを主人公とした作品のタイトルロゴには「School idol project」と付記されている。
これ以降の本文および注釈にて、各作品のタイトルが以下のように略記されている場合がある。
- 『ラブライブ!』 - 『無印』
- 『ラブライブ!サンシャイン!!』 - 『サンシャイン!!』
  - 『幻日のヨハネ -SUNSHINE in the MIRROR-』 - 『幻ヨハ』
- 『ラブライブ!虹ヶ咲学園スクールアイドル同好会』 - 『虹ヶ咲』『ニジガク』
- 『ラブライブ!スーパースター!!』 - 『スーパースター!!』
- 『ラブライブ!蓮ノ空女学院スクールアイドルクラブ』 - 『蓮ノ空』
  - 『Link!Like!ラブライブ!』 - 『リンクラ』
- 『スクールアイドルミュージカル』 - 『スクミュ』
- 『ラブライブ! スクールアイドルフェスティバル』 - 『スクフェス』
  - 『ラブライブ!スクールアイドルフェスティバル 〜after school ACTIVITY〜』 - 『アケフェス』
  - 『ラブライブ! スクールアイドルフェスティバル ALL STARS』 - 『スクスタ』
  - 『ラブライブ! スクールアイドルフェスティバル 2 MIRACLE LIVE!』 - 『スクフェス2』
- 『ぷちぐるラブライブ!』 - 『ぷちぐる』
- 『イキヅライブ! LOVELIVE! BLUEBIRD』 - 『イキヅライブ!』

## シリーズの特徴

### オールメディアプロジェクト
本シリーズの第一の特徴として、一般的なメディアミックス展開が特定のメディア（漫画、小説、アニメ、ゲーム等）を「原作」にして展開することに対し、本シリーズの作品は、初期段階から多方面にメディアミックス展開することが前提にあり、そのことを指して「オールメディアプロジェクト」と称している。架空のキャラクターやストーリーなどの設定についてはメディアごとに差異が存在する（各メディアごとの差異については、個々の作品記事を参照）。

### スクールアイドルとラブライブ!
本シリーズの作品に共通する基本的なストーリーは「スクールアイドルが、ラブライブ!に出場する」というものである。
「スクールアイドル」とは、学校を舞台に活動するアイドルを指す。その定義はメディアによって小さな差異があるが、おおむね以下の条件を満たすものである。
- 学生であること[注釈 3]。
- アマチュアであること（メジャーデビューしているプロのアイドルや地下アイドルとは明確に別物として扱われている）。

劇中におけるスクールアイドルの社会的な認知は、メディアごとに差異はあるがおおむね高く、全国各地にグループが存在する。その数は年々増加しており、人気の子がいる高校は入学希望者も増えている。スクールアイドル経験者がプロとしてデビューすることもあるとされる。テレビアニメ版においてはインターネット上にアップロードしたPVや学校説明会でのパフォーマンス程度のμ’sの海賊版グッズが販売されている描写もある。またグループの人数に制限はない。
原則として、高校を卒業した時点でスクールアイドルも卒業することになっている。ただし、現実世界でのキャラクターのグッズ展開、ライブイベントの出演等の都合もあり、原則として最上級生が卒業した後は描かれない。例外として『蓮ノ空』は、『リンクラ』において最上級生の卒業後のストーリーが描かれており、高校を卒業したメンバーは現実世界でのグッズ展開等を含めてスクールアイドルとして扱われなくなっている。なお、『リンクラ』のストーリー上は、卒業した後でもスクールアイドルに復帰出来るように含みを持たせている。
そして「ラブライブ!」とは、多くのスクールアイドルが目標としている、スクールアイドルの全国大会の名称である。こちらもメディア・作品ごとに差異があるが、共通しているのは、参加条件として所属校から部活動として認可されていることが挙げられ、そのために登場人物たちはまず、認可を受けるための行動をしている。大会自体の様子は、作中での扱いの差（主人公グループが出る出ないなど）で描写の大小はあるが、漫画版『ラブライブ!』や、各作品のテレビアニメ版、『Link!Like!ラブライブ!』などで描かれている。
なお、『無印』のごくごく初期は、μ’sというユニット名がまだ決まっていなかった為「ラブライブ!」を名乗っていた。「ラブライブ!」が大会名として使われたのは、漫画版『無印』からである。

### 登場するのはほぼ女性のみ
本シリーズに登場する人物キャラクターはほぼ女性のみで、男性はほとんど登場せず、登場したとしてもほとんどがモブキャラクターとしての登場である。
『無印』の初期設定では、メインキャラクターの何人かは兄や弟がいるとされていたが、後にそうした男兄弟の設定は小説・テレビアニメに引き継がれることはなかった。また作風としても、初期のボイスドラマでは男女の恋愛観に言及したり、『G's』誌上やソロアルバム、デュオ・トリオシングルでは、仮想の恋人とのデートなどの恋愛要素があったが、特にテレビアニメ『無印』第1期放送以降そういったものはなくなった。
女性キャラクターの一人称で描かれている『スクフェス』のサイドストーリーは、話しかけている対象（プレイヤー）の性別を限定しない内容になっている。
これら本シリーズに男性キャラクターがほとんど登場しないことについて、烏丸朔馬は著書の中で「本作を視聴するアニメファンが疑似恋愛的要素に飽きていることが過去の総選挙結果から判明し、そうした要素（男性キャラクター）を排除した結果、人気を得ることに成功した」という意見を述べている。

### アニメーションPV
本シリーズの最大の特徴として、多くの楽曲にアニメーションPVが制作されていることが挙げられる。PVは、2D作画と3DCGの合成アニメーションとなっている。大まかにナンバリングシングルで収録されるフルサイズのPVと、アニメ劇中歌として使用されるアニメサイズのPVの2種類に分割されるが、演出手法に関しては両者に差異はない。特にフルサイズPVは5 - 6分程度の短いアニメに通常の30分作品以上の予算と手間がかけられており、2Dと3Dを高いレベルで融合させた高品質なものに仕上がっている。こうしたアニメーションPVの演出は、AKB48などのアイドルのPVの影響を受けた部分がみられるという指摘もある。

### 担当声優とライブ
主人公グループの声優のキャスティング方法については、一般的な声優の枠にとどまらず、アーティストやモデル、女優やダンサー、果ては公開募集で応募した一般人など、多彩なジャンルの出身者からメンバーをオーディションで選抜している。特にAqoursのオーディションでは1000人近い候補者がおり、非常に狭き門となっていた。
また、アニメーションPVでキャラクターたちが披露するダンスをライブイベントのステージ上で担当声優たち自身が実演し、楽曲ごとに異なる各キャラクターのポジションやフォーメーションをも含め、ほぼ完全に再現する点が見どころになっている。生身では困難とも思えるアニメ劇中の動きを実現させるため、演者たちには一般的なライブ以上に密度の濃い特訓が課せられることもあるという。μ'sにおいては、キャスティング当初はアニメーションPVのみで生身のダンスを想定していなかったため、激しいダンスに苦労したメンバーも多かったという。そのこともあり、Aqoursは最初からダンスをすることを前提としたオーディションが実施された。

### 読者参加企画
主要製作会社の一つである『電撃G's magazine』は、創刊当時から、読者がクイズや公募企画等で作品に参加できる「読者参加企画」を多数連載してきた。本シリーズも、キャッチフレーズである「みんなで叶える物語」にある通り、読者の投稿を元に様々なことを決定している。以下に、複数回実施されたものを列挙する。（詳細は各作品記事を参照）
グループ・ユニット名
登場するスクールアイドルのグループ名は一部を除き、公募で決まった。一部のグループ名は、運営側が選抜した最終候補の中から、読者投票により決定された。アニメーション作品にグループが登場する際、そのグループ名の考案者は、「ユニット名考案」ないし「グループ名考案」としてエンドクレジットに掲載される。
センター選抜総選挙
メンバー9人で投票を行い、最も投票が多かったメンバーがセンターを飾る。この時の順位の順序がしばらく公式の順番とは別に使われることがある。
イメージガール総選挙
他社とのコラボレーションにおけるイメージガールを投票にて選抜する。選抜されたイメージガールは、描き下ろしイラストや、コラボ作品の展開上、重要なポジションを与えられる。
誌上クイズ
『G's』誌上に掲載されたイラストノベルに連動したクイズに正答すると、景品がもらえる。

### 聖地と巡礼
作中の舞台はほぼすべてが実在のものであり、取り分けテレビアニメに多く登場する。作中に登場した場所は、いわゆる聖地としてファンから扱われ、巡礼をする者もいるが、例外として、キャストの実家がファンの間で聖地として認定される例も存在している。
聖地となった施設・自治体側も、そうしたファンの来訪を受け入れており、公式・非公式問わず、作品に関した催しを多数実施している。
一方で、一部のファンによる迷惑行為も起こっており、作品側と施設・自治体側の双方から迷惑行為を控えるようアナウンスがされている。
なお、制作上の理由からモデルとなった建物のデザインが変更される場合もある。

## 経歴
| 2010 | 06月 無印（μ's） 展開開始                                                              |
| 2011 |                                                                                        |
| 2012 | 02月 μ's 1stライブ                                                                     |
| 2013 | 01月 μ's 2ndライブ                                                                     |
| 2013 | 01月 無印 アニメ第1期                                                                  |
| 2013 | 04月 スクフェス 配信                                                                   |
| 2013 | 06月 μ's 3rdライブ                                                                     |
| 2014 | 02月 μ's 4thライブ                                                                     |
| 2014 | 04月 無印 アニメ第2期                                                                  |
| 2015 | 01月 μ's 5thライブ                                                                     |
| 2015 | 02月 サンシャイン!!（Aqours） 展開開始                                                 |
| 2015 | 06月 無印 劇場版                                                                       |
| 2015 | 12月 μ's紅白出場                                                                       |
| 2016 | 03月 μ's FINALライブ                                                                   |
| 2016 | 07月 サンシャイン!! アニメ第1期                                                        |
| 2017 | 02月 Aqours 1stライブ                                                                  |
| 2017 | 03月 虹ヶ咲学園スクールアイドル同好会 展開開始                                         |
| 2017 | 07月 Aqours 2ndライブツアー                                                            |
| 2017 | 10月 サンシャイン!! アニメ第2期                                                        |
| 2018 | 04月 ぷちぐるラブライブ! 配信                                                          |
| 2018 | 06月 Aqours 3rdライブツアー                                                            |
| 2018 | 11月 Aqours 4thライブ                                                                  |
| 2018 | 12月 Aqours紅白出演                                                                    |
| 2019 | 01月 サンシャイン!! 劇場版                                                             |
| 2019 | 06月 Aqours 5thライブ                                                                  |
| 2019 | 09月 スクスタ 配信                                                                     |
| 2019 | 12月 ニジガク 1stライブ                                                                |
| 2020 | 01月 ラブライブ!フェス                                                                 |
| 2020 | 01月 スーパースター!!（Liella!） 展開開始                                              |
| 2020 | 09月 Aqours 6thライブの予定が全て中止                                                  |
| 2020 | 09月 ニジガク 2ndライブ（無観客有料生配信）                                            |
| 2020 | 10月 ニジガク アニメ第1期                                                              |
| 2020 | 10月 Aqours 1stオンラインライブ                                                        |
| 2020 | 10月 Saint Snow 1stライブ                                                              |
| 2020 | 12月 Aqours 2ndオンラインライブ                                                        |
| 2021 | 05月 ニジガク 3rdライブ                                                                |
| 2021 | 07月 スーパースター!! アニメ第1期                                                      |
| 2021 | 10月 Liella! 1stライブツアー                                                           |
| 2021 | 12月 Aqours EXTRAライブ                                                                |
| 2021 | 12月 シリーズ合同カウントダウンライブ                                                  |
| 2022 | 02月 Aqours 6thライブ                                                                  |
| 2022 | 02月 ニジガク 4thライブ                                                                |
| 2022 | 03月 Liella! 2ndライブ                                                                 |
| 2022 | 04月 ニジガク アニメ第2期                                                              |
| 2022 | 07月 スーパースター!! アニメ第2期                                                      |
| 2022 | 09月 ニジガク 5thライブ                                                                |
| 2022 | 09月 スクールアイドルミュージカル 展開開始                                             |
| 2022 | 11月 Liella! 3rdライブツアー                                                           |
| 2022 | 12月 スクミュ 東京公演                                                                 |
| 2023 | 01月 スクミュ 大阪公演                                                                 |
| 2023 | 01月 にじよん アニメ第1期                                                              |
| 2023 | 02月 蓮ノ空女学院スクールアイドルクラブ 展開開始                                       |
| 2023 | 03月 ニジガク 優木せつ菜役 キャスト交代                                                |
| 2023 | 04月 リンクラ・スクフェス2 配信                                                        |
| 2023 | 06月 ニジガク OVA 劇場公開                                                             |
| 2023 | 07月 幻ヨハ アニメ 地上波放送                                                          |
| 2023 | 08月 Liella! 4thライブツアー                                                           |
| 2023 | 10月 蓮ノ空 1stライブツアー                                                            |
| 2023 | 12月 ラブライブ×アイマス 異次元フェス 12月 Aqours 幻ヨハライブ 12月 ニジガク 6thライブ |
| 2024 | 01月 Liella! 5thライブツアー                                                           |
| 2024 | 03月 ユニット甲子園                                                                    |
| 2024 | 03月 スクフェスシリーズ 終了                                                           |
| 2024 | 04月 にじよん アニメ第2期                                                              |
| 2024 | 04月 蓮ノ空 2ndライブツアー                                                            |

詳細は各作品記事を参照。

### 2010 - 2012年
2010年、『電撃G's magazine』2010年7月号に『ラブライブ!』（以下、『無印』）の予告を掲載。翌8月号の掲載とともに、『無印』の企画がスタートした。当初は声優は伏せられており、キャラクターのみで進行していた。その後、8月13日から15日にかけて行われたコミックマーケット78にて、ファーストシングル「僕らのLIVE 君とのLIFE」夏コミ限定版を販売。8月25日に一般発売され、CDデビューを飾った。9月末発売の11月号で担当声優が公開され、11月末発売の1月号にてグループ名が「μ's（ミューズ）」に決定。2011年から本格的な活動を開始していくことになる。
2011年は、インターネット番組『ラブライ部 ニコ生課外活動 〜ことほのうみ〜』、ラジオ『ラブライ部 ラジオ課外活動 〜にこりんぱな〜』を始め、様々なメディアの放送が開始された。音楽活動においては、ユニットシングル3枚と3rdシングルが安定した売り上げとなり、徐々に人気は高まりつつあった。年末には、μ’s 1stライブが告知される。
2012年2月19日に横浜BLITZで開催された、μ's初のライブイベントとなる「ラブライブ!μ's First LoveLive!」にてシリーズアニメ化が発表され、これが大きな転換期となり、のちの方向性を決めることになった。
1stライブを機に、声優ユニットとしてのμ’sの音楽活動は飛躍的に増大。8月には国内最大のアニメソングのライブイベント『Animelo Summer Live』に初参加を果たす。9月に「東京ゲームショー2012」のブシロードブースでミニライブが実施された。9月12日にリリースされた5thシングル「Wonderful Rush」は、オリコン30位以内に入り、アニメ化前の最大のセールスを記録した。

### 2013年
1月6日、『無印』テレビアニメ第1期の放送が開始された。これをきっかけにファンが一気に増え、リリースされたアニメ関連CDは全て1万枚を越えるセールスを記録した。そして4月、ブシロードがスマートフォン向けリズム&アドベンチャーゲーム『ラブライブ! スクールアイドルフェスティバル』の配信が開始された。
6月17日、パシフィコ横浜 国立大ホールにて、μ’s 3rdライブ「ラブライブ! μ's 3rd Anniversary LoveLive!」を開催。そこでアニメの第2期制作が発表された。人気上昇はアニメ放送終了後も続き、11月にリリースされた6thシングル「Music S.T.A.R.T!!」は、それまでの作品を大幅に上回るヒットを記録した。

### 2014年
2014年に入っても、ファンの増加は続き、そんな中でリリースされたコラボシングル「タカラモノズ/Paradise Live」で初めてオリコンデイリー1位を獲得した。そして2月さいたまスーパーアリーナにて、μ’s 4thライブ「ラブライブ! μ's→NEXT LoveLive! 2014 〜ENDLESS PARADE〜」を開催。初日の2月8日は首都圏で45年ぶりの大雪が降ったが、無事にライブは開催された。
4月、『無印』テレビアニメ第2期が放送開始。第2期の主題歌・挿入歌CDの全作品が6万枚を越えるなど、第1期以上のヒットとなった。アニメ最終回では、劇場版の制作が発表された。音楽シーンにおいては、3作品がゴールドディスクを獲得。チャートも上位入りを連発し、音楽界においてもその存在感を示すようになる。音楽活動においても、NHK総合の音楽番組『MUSIC JAPAN』に出演。テレビの音楽出演は初となった。

### 2015年
2月、新企画『ラブライブ!サンシャイン!!』が発表。6月末に主人公グループのグループ名が「Aqours（アクア）」に決定、10月に1stシングル「君のこころは輝いているかい?」が発売。しばらく『無印』と並行的な活動を開始していくこととなる。
NHK Eテレの教育バラエティ番組『Rの法則』に生出演を始め、今まで取り上げられたことのなかったメディアへの露出が増加。3月には第9回声優アワードでは歌唱賞を受賞、5月には『μ's Best Album Best Live! Collection II』が初めてオリコン週間1位を獲得。アニメキャラ史上初の月間1位獲得と、音楽シーンの活躍も目立つようになる。
そして6月13日に劇場版が公開されるやいなや、映画は大ヒット。映画関連CDは全てオリコンデイリー1位を獲得し、10万枚を越えるヒットとなった。『MUSIC JAPAN』『ミュージックステーション』などの音楽番組に出演し、NHKでは「ラブライブ! μ'sスペシャルライブ」という特別番組が制作されるまでに至った。第30回日本ゴールドディスク大賞でも、特別賞とアニメーション・アルバム・オブ・ザ・イヤーを受賞した。
12月、キャラクターのグループとしては史上初となる第66回NHK紅白歌合戦への出場を果たす。そして、その直前に放送されたテレビ特番で、μ’sファイナルライブの開催が発表された。

### 2016年
3月31日と4月1日に、東京ドームでμ's最後のワンマンライブとなる「ラブライブ! μ's Final LoveLive!〜μ'sic Forever♪♪♪♪♪♪♪♪♪〜」を開催。声優陣のμ'sとしての活動は一時的に区切りを迎えることとなり、『無印』の展開は『G's』および『スクフェス』の2つが主体となっていく。
それと入れ替わる形で、『サンシャイン!!』Aqoursの展開が本格化。2ndシングルの発売、ユニットのデビューと大きな展開が続き、その勢いを維持したまま7月にはアニメ第1期が放送された。こちらも全CD作品が5万枚を越えるヒットを記録した。一方で、音楽活動は公式イベントにとどまり、一般メディアへの露出は『NAOMIの部屋』などごく一部に限られた。

### 2017年
年が明け、次第にメディアもAqoursに注目するようになり、様々な番組や企画に出演していくこととなる。
音楽シーンにおいては、Aqoursにとっては初めて初動5万枚越えを記録した3rdシングル「HAPPY PARTY TRAIN」を始めヒットを量産。また、『Animelo Summer Live 2017 -THE CARD-』を始めイベントへの出演を行った。
3月末、『スクフェス』の派生プロジェクト「パーフェクトドリームプロジェクト（PDP）」が発表。『スクフェス』から3人、そして新規キャラクター6人による新スクールアイドル「虹ヶ咲学園スクールアイドル同好会」（以下、「ニジガク」）が発表され、それぞれ『スクフェス』公式サイト、電撃オンライン、ファミ通Appの3つのウェブ媒体に分かれて活動するという、『無印』『サンシャイン!!』と異なる展開から始まった。
そして、9月21日に開催された「東京ゲームショウ」（ビジネスディ）のブシロードブースにて行われた「ラブライブ!スクールアイドルフェスティバル 新情報発表会ステージ」が、本シリーズにとって更なる転換点となる。発表会では、かねてより「PDP」の仮称で予告されていた『スクフェス』の派生ゲーム『ラブライブ!スクールアイドルフェスティバル ALL STARS』の2018年内配信を発表。発表会にはAqoursの伊波杏樹、当日お披露目となったニジガクの担当声優9人、そしてμ’sとしての登壇はファイナルライブ以来・約1年6か月ぶりとなる新田恵海が登壇。各作品のメイン声優が初共演する、歴史的な瞬間となった。キャラクターについても、9月29日・9月30日に行われた「Aqours 2nd LoveLive! HAPPY PARTY TRAIN TOUR」最終公演で発表された『スクスタ』PVにて、μ’sとAqoursが初共演している。
10月から12月までは『サンシャイン!!』テレビアニメ版第2期が放送され、最終回にて劇場版『サンシャイン!!』の製作が発表された。

### 2018年
2018年4月24日から、パズルゲーム『ぷちぐるラブライブ!』の配信が開始。同月27日と28日には、「Saint Snow PRESENTS LOVELIVE! SUNSHINE!! HAKODATE UNIT CARNIVAL」が開催され、メイングループ以外のスクールアイドルグループの声優ユニットとして、初めて楽曲がライブ披露された。
5月20日に開催された「スクフェス感謝祭2018 in 大阪」の「スクフェスシリーズ新情報発表会ステージ」ではμ’s（新田恵海、三森すずこ、飯田里穂）・Aqours（逢田梨香子、小林愛香、鈴木愛奈）・ニジガク（前田佳織里、鬼頭明里、指出毬亜）が出演。3校のキャストが揃って一般観客の前に立った初のステージとなった。
6・7月にはAqoursの3rdライブツアー「Aqours 3rd LoveLive! TOUR WONDERFUL STORIES」が開催。ツアー初日には、Aqoursの次（4th）のライブが東京ドームで開催されることが発表された。
8月5日に開催された「スクフェス感謝祭2018 in 東京」内「スクフェスシリーズ新情報発表会ステージ & 閉会式」では、総勢21人のキャストが登壇し、『スクフェス』新情報の発表などを行った。
9月17日、NHK-FMの特別番組枠「今日は一日○○三昧」のひとつとして、『今日は一日“ラブライブ!”三昧』を放送。新田恵海と伊波杏樹をメインMCに、μ's・Aqoursからそれぞれ4人のゲストが順次登場し、生放送でトークを交えながら、リクエストを元に選曲されたラブライブ!・ラブライブ!サンシャイン!!の楽曲を交互に計74曲（各37曲）を9時間15分（中断あり）に渡ってオンエアした。
11月17、18日、Aqoursが、東京ドームで4thライブ「ラブライブ!サンシャイン!! Aqours 4th LoveLive! 〜Sailing to the Sunshine〜」を開催し、海外ライブビューイングと合わせて、15万人を動員した。
12月31日、Aqoursが第69回NHK紅白歌合戦の企画枠で出演した。ラブライブ!シリーズとしては、第66回NHK紅白歌合戦（2015年）に出場したμ'sに続いて3年ぶり2回目の紅白出演となる。

### 2019年
1月4日、映画『ラブライブ!サンシャイン!! The School Idol Movie Over the Rainbow』が公開。同月23日に発売された挿入歌シングル「僕らの走ってきた道は…/Next SPARKLING!!」で、シリーズ史上初となるオリコン週間シングルチャート1位を獲得した。
4月5日、公式サイトが何者かに乗っ取られる事件が発生、同日中に復旧したが旧URLへのアクセスを推奨し、4月11日安全が確認できたとして元ドメインでの公開を再開した。
5月30日、「ラブライブ!」シリーズ9周年発表会が神田明神ホールにて行われ、新田・伊波・大西が登壇。6月30日に9周年を迎えることを記念しての様々なイベント・グッズ製作等が発表された。同月31日12時をもって「ぷちぐるラブライブ!」のサービスを終了。
6月3日の応援スペシャル号を皮切りに、シリーズの総合マガジン『LoveLive! Days』が刊行開始。誌名はVol.2（8月30日発売）にて決定した。
7月19日より、月に1回放送のラジオ番組『ラブライブ!シリーズのオールナイトニッポンGOLD』が放送開始し、μ’s・Aqours・ニジガクの声優が定期的に交流・共演する機会となった。2020年3月にいったん終了したものの、同年7月から再開している。
9月には、待望のアプリゲーム『スクスタ』が配信開始。
12月14日・15日、ニジガクの初ワンマンライブ「ラブライブ!虹ヶ咲学園スクールアイドル同好会 First Live “with You”」が武蔵野の森総合スポーツプラザで開催され、ライブ内ではニジガク単独のプロジェクト『ラブライブ!虹ヶ咲学園スクールアイドル同好会』の開始と、テレビアニメ版制作が発表された。

### 2020年
1月18・19日、シリーズ9周年記念ライブイベント「LoveLive! Series 9th Anniversary ラブライブ!フェス」が開催され、μ’s、Aqours、Saint snow、ニジガクの総勢29人がパフォーマンスを披露した。28日には、「ラブライブ!フェス」2日目で予告された新プロジェクトが既存グループとは全く違うスクールアイドルをメインにしたテレビアニメであること、出演者の一人を一般公募オーディションで決定することが発表された。29日、ニジガクの1stライブ2日目で発表された、ニジガクをメインとしたテレビアニメ『ラブライブ!虹ヶ咲学園スクールアイドル同好会』（以下、『ニジガク』）の主人公（『スクスタ』では「あなた」とされるポジションのキャラクター）の容姿が公開され、その名前を一般公募で決定することが発表された。出演者やキャラクターの名前の一般公募企画はシリーズ初の試みである。
2月から9月にかけて、新型コロナウイルス（COVID-19）の感染拡大により2月26日に日本政府から発令されたイベント開催自粛勧告及び4月7日に日本政府から発令された改正・新型インフルエンザ等対策特別措置法32条1項に基づく新型コロナウイルス緊急事態宣言のため、イベントやラジオ、生配信番組が中止、または延期やインターネット配信による代替実施に変わった。また、外出自粛の応援や手洗いを啓発するキャンペーンも実施された（詳細は個別記事を参照）。
3月12日、新プロジェクトの公募オーディションのエントリー募集を開始し、同時にオーディションで使用する課題曲の投票企画と劇中に登場する学校名の募集企画を3月16日に開始することを発表した。
5月15日、『ニジガク』主人公の名前公募企画の結果および、新プロジェクトのキャラクターおよびスタッフを、同月18日に新プロジェクトの校名公募企画の結果を発表した。
7月14日、新プロジェクトの名称が『ラブライブ!スーパースター!!』であることが発表され、9月16日に主人公グループのグループ名が「Liella!（リエラ）」に決定した。
8月3日、『スクスタ』のサブキャラクターとして登場した「三船栞子（小泉萌香）」がニジガクにメンバーとして加入した。これによりニジガクは、シリーズで初めて、声優ユニットとして活動開始した後に増員、そしてメンバーが10人となるグループとなった。
8月21日、9月から開催予定だった「ラブライブ!サンシャイン!! Aqours 6th LoveLive! 〜DOME TOUR 2020〜」の全公演が中止となったことが発表された。ナンバリングライブの公演中止は、シリーズを通じて史上初の出来事となった。
9月12・13日、「ラブライブ!虹ヶ咲学園スクールアイドル同好会 2nd Live! Brand New Story/Back to the TOKIMEKI」を無観客有料生配信で開催。無観客を逆手に取り、配信映像上の演出を工夫すると共に、無人の客席には電飾を張り巡らせて観客のペンライトに見立て、アンコールではアリーナ上にてパフォーマンスを行った。このライブで、テレビアニメ版『ニジガク』の放送時期と高咲侑のキャストが矢野妃菜喜であること等を発表し、10月から12月にかけて放送した。
10月10・11日、中止となった「ラブライブ!サンシャイン!! Aqours 6th LoveLive! 〜DOME TOUR 2020〜」の代替企画として、無観客配信ライブ「ラブライブ!サンシャイン!! Aqours ONLINE LoveLive! 〜LOST WORLD〜」を無観客有料生配信で開催。17日・18日にぴあアリーナMM、11月7日・8日に真駒内セキスイハイムアイスアリーナにてSaint Snow初の単独ライブイベント「ラブライブ!サンシャイン!! Saint Snow 1st GIG 〜Welcome to Dazzling White Town〜」を開催（有観客・有料生配信も同時実施）。
12月14日、Liella!のキャスト5名と、デビューシングル「始まりは君の空」の2021年春のリリースが発表。30日・31日、無観客有料生配信ライブ「ラブライブ!サンシャイン!! Aqours COUNTDOWN LoveLive! 〜WHITE ISLAND〜」を開催。シリーズ史上初の年越しライブとなった。

### 2021年
前年にて9周年プロジェクトが完了し、Aqours・ニジガク・そしてCDデビューが決まったLiella!の3グループ同時進行体制が本格化していくも、依然としてCOVID-19の影響は大きく、イベントの無観客化・中止・延期が続く一方、有観客ライブも再開し始めた。
2月22日、Aqours・ニジガク・Liella!による生配信特番「ラブライブ!シリーズ Aqours・虹ヶ咲学園スクールアイドル同好会・Liella! いっしょに生放送」にて、テレビアニメ版『スーパースター!!』の放送局がNHK Eテレであることを発表。NHKでの本放送はシリーズ史上初となる。
3月20・21日にはニジガクが『スクスタ』リリース1周年記念イベント「校内シャッフルフェスティバル」を有観客で開催。ソロの持ち歌を入れ替えるというコンセプトの元、小泉は初めてファンの前に立った。
5月6日、Liella!が1stシングルリリース記念のステージイベントを無観客で開催。状況を逆手に取り、客席をステージとしても使う演出を取り入れた。8・9日、2019年のAqours 5thライブ以来、シリーズとして約2年ぶりのドーム公演となる有観客ライブイベント「ラブライブ！虹ヶ咲学園スクールアイドル同好会 3rd Live! School Idol Festival ～夢の始まり～」では、『ニジガク』テレビアニメ第2期の制作決定が発表された。
7月、テレビアニメ版『スーパースター!!』がNHK Eテレで放送開始。同月末に『スクスタ』にて実装されたメインストーリーにて、サブキャラクターとして登場した「ミア・テイラー（内田秀）」および「鐘 嵐珠（法元明菜）」がニジガクに加入し、8月31日をもって声優ユニットとしても両者およびその声優が加入、これによりニジガクはシリーズで最多人数である12人の声優ユニットとなった。それに前後して、8月14・15日に『サンシャイン!!』のAZALEAが延期となっていた1stライブを開催、当初の予定であった2020年3月から実に1年5か月経っての実現となった。
12月31日の年越しに3校合同の「LoveLive! Series Presents COUNTDOWN LoveLive! 2021→2022 〜LIVE with a smile!〜」が有観客で開催。カウントダウンライブは、シリーズ合同楽曲のライブ披露初・カウントダウン有観客がシリーズ初・12人体制となった虹ヶ咲の有観客初・Liella!の他グループとのライブ共演初という4つの初を飾るライブとなった。

### 2022年
1月6日、『スクスタ』の配信元と開発・運営がこれまでのKLabから配信元はブシロードに、開発・運営はマイネットゲームズにそれぞれ移管された。
2月から3月にかけて、2020年に中止となっていたAqoursの6thライブが「ラブライブ! サンシャイン!! Aqours 6th LoveLive! 〜KU-RU-KU-RU Rock 'n' Roll TOUR〜」として、2月12日・13日にバンテリンドーム ナゴヤで、3月5日・6日にベルーナドームで開催された。
2月28日発売の「LoveLive!Days」Vol.25および公式Twitterにて、新たなメンバーとキャストによる動画配信をメインとした「バーチャルスクールアイドル」のプロジェクトを2022年秋より展開することを発表。
4月2日、テレビアニメ版『ニジガク』の第2期が放送開始。同月28日発売の「LoveLive!Days」Vol.27および公式Twitterにて、『スーパースター!!』Liella!の5人が2年生に進級するとともに一学年下の新メンバー4人が「2期生」として追加されることを発表。翌5月12日発売の「LoveLive!Days Liella! SPECIAL Vol.02 2022 May」および公式Twitterにて、新メンバーのキャストが発表され、Liella!は9人体制となった。
7月から10月にかけて、テレビアニメ版『スーパースター!!』第2期がNHK Eテレにて放送し、シリーズ初となるテレビアニメ版第3期の制作を発表。加えて「3期生」が登場すること、そのキャストのうち1名を一般公募オーディションで選抜することも発表された。
8月30日、公式Twitterおよび「LoveLive!Days vol.31」にて、新規キャラクター・舞台設定によるシリーズ初のミュージカルを主体としたプロジェクト『スクールアイドルミュージカル』が発表され、12月から翌2023年1月にかけて、東京・大阪で上演された。
9月25日、ベルサール秋葉原で開催された「スクフェスシリーズ感謝祭2022」にて、スクフェスシリーズの最新作「ラブライブ!スクールアイドルフェスティバル2 MIRACLE LIVE!」の制作を発表。
10月16日、公式Youtubeチャンネルにて、以前発表した「バーチャルスクールアイドル」が「蓮ノ空女学院スクールアイドルクラブ」をメインとした作品であること、メインメディアとなる専用アプリを2023年4月に配信予定であることを発表、11月1日を期限にアプリ名の公募を行った。
10月28日、主要三者の一つとなっていた『G's』が休刊となり、雑誌媒体での展開は『LoveLive!Days』に集約されることとなった。これによって、主要三者はすべてシリーズ開始時の状態を失った（サンライズ、ランティスはバンダイナムコグループへの吸収合併によるブランド化）。
11月1日、『ニジガク』優木せつ菜役の楠木ともりが持病を理由に2023年3月31日をもって役を降板してプロジェクトから離れること、4月1日以降は別の声優が後任を務めることが発表された。担当声優の交代はシリーズ初となる。

### 2023年
1月より『ニジガク』のユニットライブが順次開始。その中で、1月27日付で国の基本的対処方針が変更されたことを受け、2月4・5日開催のA・ZU・NAユニットライブよりシリーズすべてのライブイベントにおいてマスク着用での声出し応援が可能となった。
1月16日、既にアスルクラロ沼津のスポンサーである『サンシャイン!!』を除いた3作品とJリーグとのコラボレーション企画を発表。2月11日の横浜F・マリノス対ヴァンフォーレ甲府戦がコラボ試合として開催された。6月には残る16チームとのタイアップや計6つのコラボ試合の予定も発表された。
1月30日、蓮ノ空女学院スクールアイドルクラブの活動のメインプラットフォームとなるアプリのタイトルが『Link!Like!ラブライブ!』に決定したことが発表され、翌2月10日にキャラクター6名およびキャスト、グループ内でのユニットの編成・名前が生配信番組で発表された。
1月31日、『スクフェス』が3月31日をもってサービス終了となることが発表され、3月31日に予定通り終了となった。
3月25日、楠木の後任が『サンシャイン!!』『スーパースター!!』にも端役として出演していた林鼓子であることが発表され、4月1日から正式に活動開始となった。
4月15日、『スクフェス2』が配信、また10年前の同日が『スクフェス』iOS版配信日であることから、日本記念日協会によって「スクフェスの日」と認定された。同日、『Link!Lik!ラブライブ!』アーリーアクセス版が配信開始となり、アプリ内にて正式版のリリースを5月に延期したことを発表した。同月30日、『スクスタ』を6月末をもってサービス終了とし、スクフェスシリーズの展開を『スクフェス2』に集約することを発表した。
4月28日発売の「LoveLive!Days」2023年6月号および公式Twitterにて、『スーパースター!!』Liella!の1期メンバー5人が3年生に、2期メンバー4人が2年生に進級するとともに、すでにサブキャラクターとして登場していた「ウィーン・マルガレーテ（結那）」と、新キャラクターの「鬼塚冬毬」が「3期生」として加入することを発表。6月11日に行われた生放送にて、鬼塚冬毬のキャストが坂倉花であることが発表された。これによってLiella!は、シリーズで初めての11人体制のグループとなった。
5月22日、『リンクラ』正式版がリリース。6月30日、『スクスタ』が予定通りサービス終了となった。
7月、バンダイナムコグループが主催する新たな音楽イベント「異次元フェス」の第一弾として、アイドルマスターシリーズとコラボレーションしたライブイベント「異次元フェス アイドルマスター★♥ラブライブ!歌合戦」の開催が発表され、12月9・10日に東京ドームで開催、『無印』を除く全メイングループのキャストが出演、『スクールアイドルミュージカル』の選抜メンバーがゲスト出演した。
9月29日、ラジオ番組「ラブライブ!シリーズのオールナイトニッポンゴールド」内にて、『無印』を除く全作品のユニットが出演するライブイベント「LoveLive! Series Presents ユニット甲子園 2024」の開催が発表された。

### 2024年
1月25日、『スクフェス2』が3月31日をもってサービス終了となることを発表。
2月6日、J3リーグに所属するアスルクラロ沼津（かねてより『サンシャイン!!』とコラボレーションを実施）とツエーゲン金沢（2023年に『蓮ノ空』とコラボレーションを実施）が対戦する2024年度の2試合を「ラブライブ!ダービー」と名付け、『サンシャイン!!』『蓮ノ空』とのコラボレーション企画を実施することを発表。この試合は、2月25日と10月20日に開催された。
3月9・10日、シリーズ合同イベント「ユニット甲子園 2024」を開催。総出演者数43名と、シリーズ単独イベントとしては歴代で最多出演者数のイベントとなった。
3月31日、『スクフェス2』がサービス終了。『スクフェスシリーズ』はこれを以て11年の歴史に幕を下ろした。同日開催された「TVアニメ放送10周年記念 LoveLive! Orchestra Concert」Day2にて、2回目となるパ・リーグとのコラボ企画が2024年夏に開催されることが発表された。
4月13日、『蓮ノ空』の「スクールアイドルコネクト」（『リンクラ』内における生配信）において、「百生吟子」「徒町小鈴」「安養寺姫芽」の3人が「104期生」として加入することを発表、「スクコネ」の配信終了後、キャストがそれぞれ櫻井陽菜、葉山風花、来栖りんであることが発表された。
10月4日から、シリーズ合同ライブツアー「LoveLive! Series Asia Tour 2024 ～みんなで叶える物語～」を順次開催。一部公演では、ライブイベントとしては2020年の「ラブライブ!フェス」以来に、μ'sのメンバー（一部）が出演した。

### 2025年
2月1・2日、「LoveLive! Series Asia Tour 2024 ～みんなで叶える物語～」千穐楽となる横浜公演を開催。Day2では、正体不明のプロジェクト「イキヅライブ！ LOVELIVE！ BLUEBIRD」が発表された。
2月8日、ブシロードから、『無印』『サンシャイン!!』『ニジガク』『スーパースター!!』『蓮ノ空』のキャラクターが登場するトレーディングカードゲーム『ラブライブ！シリーズ オフィシャルカードゲーム』を発売。
3月21日、『ラブライブ!シリーズのオールナイトニッポンGOLD』発のユニット「AiScReam」（降幡愛、大西亜玖璃、大熊和奏）のデビュー曲「愛♡スクリ～ム！」が、3月6日に公式TikTokに投稿された「LoveLive! Series Asia Tour 2024」における同曲のライブ映像やAiScreamによるショート動画をきっかけに投稿された、日本や韓国のアイドルによるチャレンジ動画が注目されたことにより、Spotifyの「Daily Viral Songs（Japan）」3月19日付チャートにて1位を獲得した。
3月末、『蓮ノ空』の102期生である乙宗梢、夕霧綴理、藤島慈が『リンクラ』のストーリー上、卒業。これに伴い、キャスト3名も声優ユニットの活動に参加しなくなった。
4月10日、『蓮ノ空』の「スクールアイドルコネクト」（『リンクラ』内における生配信）において、「セラス・柳田・リリエンフェルト（三宅美羽）」「桂城泉（進藤あまね）」の2人が加入することが発表された。先述の102期生キャストの活動終了も合わせて、8人体制となる。
5月12日、『イキヅライブ!』のキービジュアルやキャスト情報が公開された。
6月30日、シリーズ15周年を記念したアニバーサリー企画の開催を発表。

## 作品一覧

### 単独作品
公式ホームページ上で作品として独立したページが用意されており、特定のスクールアイドルを主人公としている主要なメディアミックス群を指す。2025年現在、7作品が展開されている。
作数は公式サイドより直接言及があったもののみ記載する。
備考の☆は『電撃G's magazine』およびG'sマガジン増刊『LoveLive! Days ラブライブ!総合マガジン』の歴代読者参加企画としてスタートした作品。
| 作数  | 作品                                          | メインアイドル                                | 舞台                                                            | 活動開始 | 備考 |
| ----- | --------------------------------------------- | --------------------------------------------- | --------------------------------------------------------------- | -------- | ---- |
| 第1作 | ラブライブ!                                   | μ's                                           | 東京都千代田区秋葉原                                            | 2010年   | ☆    |
| 第2作 | ラブライブ!サンシャイン!!                     | Aqours                                        | 静岡県沼津市内浦                                                | 2015年   | ☆    |
| 第3作 | ラブライブ!虹ヶ咲学園スクールアイドル同好会   | 虹ヶ咲学園スクールアイドル同好会              | 東京都港区、江東区、品川区お台場 東京都江東区有明               | 2017年   |      |
| 第4作 | ラブライブ!スーパースター!!                   | Liella!                                       | 東京都渋谷区原宿                                                | 2020年   | ☆    |
| 第5作 | ラブライブ!蓮ノ空女学院スクールアイドルクラブ | 蓮ノ空女学院スクールアイドルクラブ            | 石川県金沢市                                                    | 2022年   |      |
|       | スクールアイドルミュージカル                  | 滝桜女学院アイドル部 椿咲花女子高校アイドル部 | 大阪府 兵庫県                                                   | 2022年   |      |
|       | イキヅライブ! LOVELIVE! BLUEBIRD              | いきづらい部!                                 | 東京都台東区浅草 大阪府大阪市北区梅田 福井県福井市 宮城県仙台市 | 2025年   |      |

#### 派生作品
公式ホームページ上で作品として独立したページが用意されている主要なメディアミックスのうち、単体作品から派生した作品。
| 作品                                  | 派生元                    | 活動開始 | 備考                                     |
| ------------------------------------- | ------------------------- | -------- | ---------------------------------------- |
| 幻日のヨハネ -SUNSHINE in the MIRROR- | ラブライブ!サンシャイン!! | 2020年   | スクールアイドルを主題としない異世界もの |

### オールスター作品
特定のスクールアイドルを主人公としない代わりに、前節の作品に登場するスクールアイドルが共演するクロスオーバー作品としての側面を持っている。
シリーズ9周年を機に、ラブライブ!関連のみを扱ったメディアが複数展開されるようになった。

#### ゲーム
| 種別     | 作品                                       | 展開開始 | 展開終了 | 派生作品                                                                         | 備考                                             |
| -------- | ------------------------------------------ | -------- | -------- | -------------------------------------------------------------------------------- | ------------------------------------------------ |
| デジタル | ラブライブ! スクールアイドルフェスティバル | 2013年   | 2024年   | カードゲーム（2016年） アーケードゲーム（2016年） スマートフォンゲーム（2019年） | 派生作品を含め「スクフェスシリーズ」と呼称される |
| デジタル | ぷちぐるラブライブ!                        | 2018年   | 2019年   | -                                                                                | -                                                |
| アナログ | ラブライブ！オフィシャルカードゲーム       | 2025年   | -        | -                                                                                | -                                                |

#### LoveLive!Days
2019年6月3日より隔月、2020年11月16日からは毎月刊行されているラブライブ!シリーズ専門誌。シリーズのすべての作品を網羅した総合誌。情報、読み物、読者参加企画、漫画、投稿コーナーなどで構成される。誌名は公募と投票で決定され、Vol.2までは「ラブライブ! 総合マガジン」として刊行、「LoveLive!Days」の名称が正式決定した後は「ラブライブ! 総合マガジン」は副題として残されていた。創刊時は『電撃G's magazine』の増刊号として刊行されたが、2022年10月末をもって同誌が休刊したことを受け、2022年11月末日発行号から同誌の増刊雑誌ではなく雑誌コード（16459）を引き継いだ独立誌となり、誌名から「ラブライブ!総合マガジン」を排除、号数を「Vol.○」から年月表記に変更した。

##### 独立前
|    | 雑誌名                                                      | 表紙                                            | 発売日         | 電撃G’s magazine                                          | 備考                                    |
| -- | ----------------------------------------------------------- | ----------------------------------------------- | -------------- | --------------------------------------------------------- | --------------------------------------- |
| 0  | ラブライブ!総合マガジンスタート!応援スペシャル号            | 高坂穂乃果&高海千歌                             | 2019年6月3日   | 電撃G’s magazine 2019年7月号増刊 2019 SUMMER SPECIAL 号外 |                                         |
| 1  | ラブライブ!総合マガジンVol.01 〜みんなで誌名を決めよう!号〜 | 絢瀬絵里&桜内梨子                               | 2019年7月1日   | 電撃G's magazine2019年8月号増刊                           |                                         |
| 2  | ラブライブ!総合マガジンVol.02 〜みんなで決めた誌名発表!号〜 | 南ことり&松浦果南                               | 2019年8月30日  | 電撃G's magazine 2019年10月号増刊                         |                                         |
| 3  | LoveLive!Days ラブライブ!総合マガジン Vol.03                | 園田海未&黒澤ダイヤ                             | 2019年11月8日  | 電撃G's magazine 2019年12月号増刊                         |                                         |
| 4  | LoveLive!Days ラブライブ!総合マガジン Vol.04                | 星空凛&渡辺曜                                   | 2019年12月27日 | 電撃G's magazine 2020年2月号増刊                          |                                         |
| 5  | LoveLive!Days ラブライブ!総合マガジン Vol.05                | 西木野真姫&津島善子                             | 2020年1月30日  | 電撃G's magazine 2020年3月号増刊                          |                                         |
| 6  | LoveLive!Days ラブライブ!総合マガジン Vol.06                | 東條希&国木田花丸                               | 2020年3月14日  | 電撃G's magazine 2020年4月号増刊                          |                                         |
| 7  | LoveLive!Days ラブライブ!総合マガジン Vol.07                | 小泉花陽&小原鞠莉                               | 2020年5月18日  | 電撃G's magazine 2020年7月号増刊                          |                                         |
| 8  | LoveLive!Days ラブライブ!総合マガジン Vol.08                | 矢澤にこ&黒澤ルビィ                             | 2020年7月15日  | 電撃G's magazine 2020年8月号増刊                          |                                         |
| -  | LoveLive!Days 虹ヶ咲SPECIAL                                 | 虹ヶ咲学園スクールアイドル同好会 （9名）        | 2020年8月31日  | 電撃G's magazine 2020年9月号増刊                          |                                         |
| 9  | LoveLive!Days ラブライブ!総合マガジン Vol.09                | 高坂穂乃果&高海千歌                             | 2020年9月16日  | 電撃G's magazine 2020年11月号増刊                         |                                         |
| -  | LoveLive!Days Aqours SPECIAL                                | Aqours                                          | 2020年10月30日 | 電撃G's magazine 2020年12月号増刊                         |                                         |
| 10 | LoveLive!Days ラブライブ!総合マガジン Vol.10                | 宮下愛&エマ・ヴェルデ&天王寺璃奈                | 2020年11月16日 | 電撃G’s magazine 2021年1月号増刊                          | 本号より月刊となる                      |
| 11 | LoveLive!Days ラブライブ!総合マガジン Vol.11                | 中須かすみ&桜坂しずく&近江彼方                  | 2020年12月15日 | 電撃G's magazine 2021年2月号増刊                          |                                         |
| 12 | LoveLive!Days ラブライブ!総合マガジンVol.12                 | 上原歩夢&朝香果林&優木せつ菜                    | 2021年1月18日  | 電撃G's magazine 2021年3月号増刊                          |                                         |
| 13 | LoveLive!Days ラブライブ!総合マガジンVol.13                 | Liella!                                         | 2021年2月15日  | 電撃G's magazine 2021年4月号増刊                          |                                         |
| 14 | LoveLive!Days ラブライブ!総合マガジンVol.14                 | 葉月恋                                          | 2021年3月15日  | 電撃G's magazine 2021年5月号増刊                          |                                         |
| 15 | LoveLive!Days ラブライブ!総合マガジンVol.15                 | 平安名すみれ                                    | 2021年4月14日  | 電撃G's magazine 2021年6月号増刊                          |                                         |
| -  | LoveLive!Days 虹ヶ咲SPECIAL 2021 Spring                     | 虹ヶ咲学園スクールアイドル同好会 （10名）       | 2021年4月30日  | 電撃ムックシリーズ                                        |                                         |
| 16 | LoveLive!Days ラブライブ!総合マガジンVol.16                 | 嵐千砂都                                        | 2021年5月17日  | 電撃G's magazine 2021年7月号増刊                          |                                         |
| 17 | LoveLive!Days ラブライブ!総合マガジンVol.17                 | 唐可可                                          | 2021年6月30日  | 電撃G's magazine 2021年8月号増刊                          | 本号より発売日が月末になる              |
| 18 | LoveLive!Days ラブライブ!総合マガジンVol.18                 | 澁谷かのん                                      | 2021年7月29日  | 電撃G's magazine 2021年9月号増刊                          |                                         |
| 19 | LoveLive!Days ラブライブ!総合マガジンVol.19                 | 澁谷かのん                                      | 2021年8月30日  | 電撃G's magazine 2021年10月号増刊                         |                                         |
| 20 | LoveLive!Days ラブライブ!総合マガジンVol.20                 | 嵐千砂都&葉月恋                                 | 2021年9月30日  | 電撃G's magazine 2021年11月号増刊                         |                                         |
| 21 | LoveLive!Days ラブライブ!総合マガジンVol.21                 | 唐可可&平安名すみれ                             | 2021年10月29日 | 電撃G's magazine 2021年12月号増刊                         |                                         |
| 22 | LoveLive!Days ラブライブ!総合マガジンVol.22                 | 高坂穂乃果&高海千歌&上原歩夢&澁谷かのん         | 2021年11月30日 | 電撃G's magazine 2022年1月号増刊                          |                                         |
| -  | LoveLive!Days Liella! SPECIAL Vol.01 2021 December          | 渋谷かのん&唐可可&嵐千砂都&平安名すみれ&葉月恋  | 2021年12月23日 | 電撃ムックシリーズ                                        |                                         |
| 23 | LoveLive!Days ラブライブ!総合マガジンVol.23                 | 南ことり&渡辺曜&優木せつ菜&唐可可               | 2021年12月27日 | 電撃G's magazine 2022年2月号増刊                          |                                         |
| 24 | LoveLive!Days ラブライブ!総合マガジンVol.24                 | 矢澤にこ&津島善子&上原歩夢&澁谷かのん           | 2022年1月31日  | 電撃G's magazine 2022年3月号増刊                          |                                         |
| 25 | LoveLive!Days ラブライブ!総合マガジンVol.25                 | 絢瀬絵里&桜内梨子&中須かすみ&平安名すみれ       | 2022年2月28日  | 電撃G's magazine 2022年4月号増刊                          |                                         |
| 26 | LoveLive!Days ラブライブ!総合マガジンVol.26                 | 高咲侑                                          | 2022年3月30日  | 電撃G's magazine 2022年5月号増刊                          | G's W表紙企画 上原歩夢&中須かすみ       |
| 27 | LoveLive!Days ラブライブ!総合マガジンVol.27                 | 上原歩夢&朝香果林&天王寺璃奈&鐘嵐珠             | 2022年4月28日  | 電撃G's magazine 2022年6月号増刊                          | G's W表紙企画 優木せつ菜&三船栞子       |
| -  | LoveLive!Days Liella! SPECIAL VOL.02 2022 May               | 桜小路きな子&米女メイ&若菜四季&鬼塚夏美         | 2022年5月12日  | 電撃ムックシリーズ                                        |                                         |
| 28 | LoveLive!Days ラブライブ!総合マガジンVol.28                 | 桜坂しずく&宮下愛&エマ・ヴェルデ&ミア・テイラー | 2022年5月30日  | 電撃G's magazine 2022年7月号増刊                          | G's W表紙企画 天王寺璃奈&ミア・テイラー |
| 29 | LoveLive!Days ラブライブ!総合マガジンVol.29                 | 中須かすみ&近江彼方&優木せつ菜&三船栞子         | 2022年6月30日  | 電撃G’s magazine 2022年8月号増刊                          | G's W表紙企画 高咲侑&鐘嵐珠             |
| 30 | LoveLive!Days ラブライブ!総合マガジンVol.30                 | 嵐千砂都&若菜四季                               | 2022年7月29日  | 電撃G’s magazine 2022年9月号増刊                          |                                         |
| -  | LoveLive!Days 虹ヶ咲SPECIAL 2022                            | 虹ヶ咲学園スクールアイドル同好会 （12名）       | 2022年8月22日  | 電撃ムックシリーズ                                        |                                         |
| 31 | LoveLive!Days ラブライブ!総合マガジンVol.31                 | 葉月恋&米女メイ                                 | 2022年8月30日  | 電撃G’s magazine 2022年10月号増刊                         |                                         |
| 32 | LoveLive!Days ラブライブ!総合マガジンVol.32                 | 唐可可&平安名すみれ&鬼塚夏美                    | 2022年9月29日  | 電撃G's magazine 2022年11月号増刊                         |                                         |
| 33 | LoveLive!Days ラブライブ!総合マガジンVol.33                 | 桜小路きな子                                    | 2022年10月31日 | 電撃G's magazine 2022年12月号増刊                         |                                         |

##### 独立後
|    | 号数         | 表紙                                                                 | 発売日         | 備考                                                                                                 |
| -- | ------------ | -------------------------------------------------------------------- | -------------- | --- |
| 34 | 2023年1月号  | 澁谷かのん                                                           | 2022年11月30日 | 今号より独立誌となる                                                                                 |
| 35 | 2023年2月号  | 三船栞子&ミア・テイラー&鐘 嵐珠                                      | 2022年12月28日 | |
| 36 | 2023年3月号  | 唐可可                                                               | 2023年1月30日  | |
| 37 | 2023年4月号  | 平安名すみれ&葉月恋                                                  | 2023年2月28日  | |
| 38 | 2023年5月号  | 桜小路きな子&鬼塚夏美                                                | 2023年3月30日  | |
| 39 | 2023年6月号  | 澁谷かのん&嵐千砂都                                                  | 2023年4月30日  | |
| 40 | 2023年7月号  | 若菜四季&米女メイ                                                    | 2023年5月30日  | |
| 41 | 2023年8月号  | ヨハネ&ハナマル                                                      | 2023年6月30日  | |
| 42 | 2023年9月号  | チカ&ダイヤ&ルビィ                                                   | 2023年7月30日  | |
| 43 | 2023年10月号 | リコ&カナン&ヨウ&マリ                                                | 2023年8月30日  | |
| 44 | 2023年11月号 | ヨハネ&ライラプス                                                    | 2023年9月30日  | |
| 45 | 2023年12月号 | 園田海未&渡辺曜&優木せつ菜&嵐千砂都                                  | 2023年10月30日 | 表紙は、『スクフェス2』ハーフアニバーサリーを記念した投票企画により選出された4名                     |
| 46 | 2024年1月号  | 日野下花帆&月岡恋鐘                                                  | 2023年11月30日 | 表紙は、ライブイベント『異次元フェス』を記念した『アイドルマスターシリーズ』とのコラボレーション仕様 |
| 47 | 2024年2月号  | ウィーン・マルガレーテ&鬼塚冬毬                                      | 2023年12月30日 | |
| 48 | 2024年3月号  | 上原歩夢&近江彼方&優木せつ菜&三船栞子&高咲侑                         | 2024年1月30日  | |
| 49 | 2024年4月号  | 桜内梨子&津島善子&小原鞠莉                                           | 2024年2月29日  | |
| 50 | 2024年5月号  | 高坂穂乃果                                                           | 2024年3月30日  | |
| 51 | 2024年6月号  | 高海千歌                                                             | 2024年4月30日  | |
| 52 | 2024年7月号  | 蓮ノ空女学院スクールアイドルクラブ                                   | 2024年5月30日  | 『蓮ノ空』初の単独表紙                                                                               |
| 53 | 2024年8月号  | 絢瀬絵里、黒澤ダイヤ、乙宗梢                                         | 2024年6月28日  | 表紙は創刊5周年記念企画による妄想ユニット                                                            |
| 54 | 2024年9月号  | 高海千歌・澁谷かのん・日野下花帆                                     | 2024年7月30日  | 5周年記念増刊号「My Dream LoveLive!」との合体表紙                                                    |
| 55 | 2024年10月号 | 上原歩夢                                                             | 2024年8月30日  | |
| 56 | 2024年11月号 | 中須かすみ、桜坂しずく、近江彼方、エマ・ヴェルデ、鐘嵐珠             | 2024年9月30日  | |
| 57 | 2024年12月号 | Liella!                                                              | 2024年10月30日 | |
| 58 | 2025年1月号  | 澁谷かのん                                                           | 2024年11月29日 | |
| 59 | 2025年2月号  | 蓮ノ空女学院スクールアイドルクラブ                                   | 2024年12月27日 | |
| 60 | 2025年3月号  | 蓮ノ空女学院スクールアイドルクラブ                                   | 2025年1月30日  | |
| 61 | 2025年4月号  | 高坂穂乃果、渡辺曜、上原歩夢、澁谷かのん、日野下花帆                 | 2025年2月28日  | |
| 62 | 2025年5月号  | 乙宗梢、夕霧綴理、藤島慈                                             | 2025年3月28日  | |
| 63 | 2025年6月号  | 虹ヶ咲学園スクールアイドル同好会                                     | 2025年4月30日  | 増刊号を除き、初のニジガク全員集合の表紙                                                             |
| 64 | 2025年7月号  | Aqours                                                               | 2025年5月30日  | 増刊号を除き、初のAqours全員集合の表紙                                                               |
| 65 | 2025年8月号  | 西木野真姫、渡辺曜、朝香果林、米女メイ、セラス 柳田 リリエンフェルト | 2025年6月30日  | 表紙は、同年8月14日開催の合同ライブイベントのキービジュアルにおける選抜メンバー                      |
| 66 | 2025年9月号  | 高橋ポルカ、佐々木翔音                                               | 2025年7月30日  | 『イキヅライブ!』初の単独表紙                                                                        |

その他、「LoveLive!Days編集部」や「電撃G's magazine編集部」が製作した関連書籍が多数発売されている。

##### My Dream LoveLive!
2024年1月号から2024年7月号にかけて連載されたインタビュー企画。シリーズのキャストが、グループの垣根を超えて対談した。2024年7月末に、それまでの対談をまとめた書籍「My Dream LoveLive!」が刊行された。
- 2024年1月号：三森すずこ（園田海未役）×野中ここな（村野さやか役）
- 2024年2月号：徳井青空（矢澤にこ役）×鈴原希実（桜小路きな子役）
- 2024年3月号：休載
- 2024年4月号：逢田梨香子（桜内梨子役）×大西亜玖璃（上原歩夢役）
- 2024年5月号：楠田亜衣奈（東條希役）×楡井希実（日野下花帆役）
- 2024年6月号：飯田里穂（星空凛役）×鈴木愛奈（小原鞠莉役）
- 2024年7月号：林鼓子（優木せつ菜役）×伊達さゆり（澁谷かのん役）
- 書籍版：新田恵海（高坂穂乃果役）×伊波杏樹（高海千歌役）

#### ラジオ番組
冠番組として、『ラブライブ!シリーズのオールナイトニッポンGOLD』が2019年7月19日よりニッポン放送他で放送されている。
また、NHK-FMでは2018年9月17日、2019年10月14日、2022年5月4日に特集番組『今日は一日"ラブライブ!"三昧』が放送された。

#### ライブイベント
LoveLive! Series 9th Anniversary ラブライブ!フェス
2020年1月18・19日、さいたまスーパーアリーナにて開催。μ’s、Aqours、Saint snow、虹ヶ咲が出演。
LoveLive! Series Presents COUNTDOWN LoveLive! 2021→2022 〜LIVE with a smile!〜
2021年12月31日~2022年1月1日、ぴあアリーナMMにて開催。Aqours、虹ヶ咲、Liella!が出演。
LoveLive! Series Presents ユニット甲子園 2024
2024年3月9・10日、Kアリーナ横浜にて開催。Aqours、Saint Snow、虹ヶ咲、Liella!、Sunny Passion、蓮ノ空が出演。
LoveLive! Series Asia Tour 2024 ～みんなで叶える物語～
2024年10月4日から2025年2月にかけて、広州・上海・台北・ソウル・横浜にて開催。μ's、Aqours、虹ヶ咲、Liella!、蓮ノ空が出演。
U-NEXT MUSIC FES LoveLive! Series EXPO 2025 STAGE ~Right now!~
2025年8月14日、関西・大阪万博2025内「Matsuri」にて開催。μ's、Aqours、虹ヶ咲、Liella!、蓮ノ空、いきづらい部!が出演。

#### コラボレーション
パ・リーグ
複数年に渡って断続的に開催されている。
2022年5〜7月には、パ・リーグ6球団とAqours・ニジガク・Liella!がコラボレーション。グループごとに2球団ずつサポーターとなり、コラボ試合やグッズ販売が行われた。
2024年6〜8月には、パ・リーグ6球団とμ's・Aqours・幻日のヨハネ・ニジガク・Liella!・蓮ノ空がコラボレーション。グループ（作品）ごとに1球団ずつサポーターとなり、コラボ試合やグッズ販売を行う。
Jリーグ
複数年に渡って断続的に開催されている。
2023年には、リーグ開幕30周年記念として、J1リーグ18チームそれぞれにμ's・ニジガク・Liella!から1名ずつ計3名がサポーターとなり、コラボ試合やグッズ販売が行われた。
2024年には、『サンシャイン!!』の舞台である沼津市をホームとするアスルクラロ沼津と、『蓮ノ空』の舞台である金沢市をホームとするツエーゲン金沢によるJ3リーグの試合を「ラブライブ!ダービー2024」と称し、コラボ試合やグッズ販売が行わなれた。
異次元フェス アイドルマスター☆♥ラブライブ!歌合戦
2023年12月9・10日、東京ドームにて開催。アイドルマスターシリーズとコラボしたライブイベント。『無印』を除くすべての作品のメイングループ（『スクミュ』は2024年公演キャストから代表者14名）が出演した。
東急歌舞伎町タワー
2024年開催。同タワー内の映画館「109シネマズプレミアム新宿」にて『無印』『サンシャイン!!』の映画版をリバイバル上映、劇場「THEATER MILANO-Za」にて『スクミュ』2024年公演を上演、シリーズ6作品のコラボドリンク販売、各作品の代表メンバー（Printemps、CYaRon!、A・ZU・NA、CatChu!、スリーズブーケ、椿ルリカ&滝沢アンズ）の書きおろしイラストによるグッズ販売、スタンディ等の掲示を行なった。

## 声優ユニットの共演
本シリーズにはμ'sを始めとした架空のスクールアイドルグループが多数存在し、それらを演じる声優陣による声優ユニットも存在する。本項では、声優ユニット同士のラブライブ!シリーズ公式共演の歴史について記す（別作品等でのキャスト個人の共演は記さない）。なお、ラブライブ!シリーズのオールナイトニッポンGOLDやみらくらぱーく！のラジオでの共演、『LL!D』誌面企画「My Dream LoveLive!」は、当該記事・項目を参照。（架空のグループ同士の、作品の枠を超えた共演についてはオールメディアプロジェクトを参照）
2017年9月21日
「東京ゲームショウ」（幕張メッセ）内「ラブライブ!スクールアイドルフェスティバル 新情報発表会ステージ」にて、新田恵海（μ's・高坂穂乃果役）、伊波杏樹（Aqours・高海千歌役）、大西亜玖璃（虹ヶ咲学園スクールアイドル同好会・上原歩夢役）、相良茉優（同・中須かすみ役）、 前田佳織里（同・桜坂しずく役）、久保田未夢（同・朝香果林役） 、村上奈津実（同・宮下愛役）、鬼頭明里（同・近江彼方役）、楠木ともり（同・優木せつ菜役）、指出毬亜（同・エマ・ヴェルデ役）、田中ちえ美（同・天王寺璃奈役）が共演。これが、シリーズ各作品の枠を超えた公式史上初共演の場であるとともに、虹ヶ咲学園スクールアイドル同好会はキャスト初発表の場であった。
2017年10月30日
同日発売の『電撃G's magazine』2017年12月号にて、新田と伊波の対談を掲載。
2017年12月2日
「ラブライブ!サンシャイン!!テレビ第2期!皆で上映会!!（#5〜9）」（新宿ピカデリー）にて、小林愛香（Aqours・津島善子役）、高槻かなこ（同・国木田花丸役）、降幡愛（同・黒澤ルビィ役）、田野アサミ（Saint Snow・鹿角聖良役）、佐藤日向（同・鹿角理亞役）が共演。Saint Snowは、これが声優ユニットとして初のイベントとなった。
2018年1月28日
「ラブライブ!AbemaTVスクスタ特番!〜スクールアイドル大集合〜」（AbemaTV）にて、新田、内田彩（μ's・南ことり役）、三森すずこ（同・園田海未役）、伊波、逢田梨香子（Aqours・桜内梨子役）、斉藤朱夏（同・渡辺曜役）、相良、久保田、楠木が共演。
2018年4月14日
「スクフェスシリーズ5周年記念特番! 〜みんなでシャンシャン♪スクフェスTV〜」（YouTube他）にて、徳井青空（μ's・矢澤にこ役）、小林、楠木が共演。
2018年4月27・28日
「Saint Snow PRESENTS LOVELIVE! SUNSHINE!! HAKODATE UNIT CARNIVAL」（函館アリーナ）にて、Aqours全員（Aqoursとしてではなく、CYaRon!、AZALEA、Guilty kissとして出演）とSaint Snow全員が共演。それぞれの持ち歌が披露されたが、両者の合同曲「Awaken the power」は未披露となった。また、ライブビューイング会場の一つ・大宮ソニックシティでは、松田利冴（よしみ役）、金元寿子（いつき役）、芹澤優（むつ役）が、サブキャラクターの演者としては初めて、シリーズのイベントに登壇した。
2018年5月20日
「スクフェス感謝祭2018 in 大阪」（インテックス大阪）内「スクフェスシリーズ新情報発表会」にて、新田、三森、飯田里穂（μ's・星空凛役）、逢田、小林、鈴木愛奈（Aqours・小原鞠莉役）、前田、鬼頭、指出が共演。
2018年6月9・10日
「ラブライブ!サンシャイン!! Aqours 3rd LoveLive!  Tour 〜WONDERFUL STORIES〜」（メットライフドーム）にて、Aqours全員とSaint Snow全員が共演。合同ユニットSaint Aqours Snowとして、先のイベントでは披露しなかった合同曲「Awaken the power」を披露した。
2018年8月5日
「スクフェス感謝祭2018 in 東京」（東京ビッグサイト 東7・8ホール）内「スクフェスシリーズ新情報発表会&閉会式」にて、新田、内田、徳井、Aqours全員、虹ヶ咲学園スクールアイドル同好会全員が共演。
2018年9月17日
ラジオ番組『今日は一日“ラブライブ!”三昧』にて、司会として新田と伊波、ゲストとして飯田、内田、徳井、三森、逢田、小宮有紗（Aqours・黒澤ダイヤ役）、斉藤、鈴木が共演。
2018年9月20日
「東京ゲームショウ」（幕張メッセ）内「ラブライブ!シリーズ 新情報発表会」にて、新田、伊波、斉藤、降幡、大西、相良、前田、久保田、村上、鬼頭、楠木、指出、田中が共演。
2018年11月17・18日
「ラブライブ!サンシャイン!! Aqours 4th LoveLive! SAILING TO THE SUNSHINE」（東京ドーム）にて、Aqours全員とSaint Snow全員が共演。合同ユニットSaint Aqours Snowとして、3rdライブに続いて「Awaken the power」を披露した。
2019年5月29日
「ラブライブ!」シリーズ9周年発表会（神田明神ホール）にて、新田・伊波・大西が共演。
2020年1月18・19日
「LoveLive! Series 9th Anniversary ラブライブ!フェス」（さいたまスーパーアリーナ）にて、μ’s、Aqours、Saint snow、虹ヶ咲が共演。
2020年6月8日
インターネット生配信番組「9周年ありがとう!ラブライブ!シリーズ 9th Anniversary これからもよろしくね生放送」にて、新田、徳井、伊波、逢田、相良、久保田が共演。
2020年9月26日
インターネット生配信番組「スクスタ1周年記念生放送!〜「あなた」とのキズナをもっともっと深めようスペシャル〜」にて、諏訪、降幡、大西、指出、小泉萌香（虹ヶ咲学園スクールアイドル同好会・三船栞子役）が共演。
2021年2月22日
インターネット生配信番組「Aqours・虹ヶ咲学園スクールアイドル同好会・Liella! いっしょに生放送」にて、伊波、逢田、大西、村上、伊達さゆり（Liella!・澁谷かのん役）、Liyuu（Liella!・唐可可役）、岬なこ（Liella!・嵐千砂都役）、ペイトン尚未（Liella!・平安名すみれ役）、青山なぎさ（Liella!・葉月恋役）が共演。
2021年3月22日・28日
NHKワールド JAPAN及びNHK総合テレビの「SONGS OF TOKYO ラブライブ!シリーズSP」にて、小宮、降幡、逢田、斉藤、大西、相良（ライブパートのみ）、前田、久保田、村上、鬼頭（ライブパートのみ）、指出（ライブパートのみ）、田中（ライブパートのみ）、Liella!全員が共演。
2021年6月28日
NHK総合テレビにて「アニソン!プレミアム!『ラブライブ!SP』」放送、μ'sから三森・飯田・徳井（3人共トークパートのみ）、Aqours全員（トークパートは伊波・鈴木・降幡のみ）、虹ヶ咲から大西・相良・前田（ライブパートのみ）・久保田・村上（ライブパートのみ）・指出（ライブパートのみ）・田中、Liella!全員が共演。また、ナレーターとして、新田・佐倉綾音（絢瀬亜里沙役）が出演。初の4グループ同時共演。
2021年8月23日
インターネット生配信番組「ラブライブ!シリーズ Aqours・虹ヶ咲学園スクールアイドル同好会・Liella! 3校合同生放送 2021年後半戦突入!真夏の大発表スペシャル!!」にて、小林、降幡、大西、相良、伊達、青山が共演。オールナイトニッポンタイアップのAqours・虹ヶ咲・Liella!スプリットシングルの発売、Aqours・虹ヶ咲・Liella!合同のカウントダウンライブの開催、カウントダウンライブの3グループ合同テーマソングCDの発売が発表された（複数グループが1つの曲を合同で歌うのは、同一作品内での「Saint Aqours Snow」を除けば、シリーズ初の楽曲となる）。
2021年11月3日
8月に発表されたカウントダウンのテーマ曲「LIVE with a smile!」発売、3グループ26人全員が一つの曲を歌唱している。名義には特別なグループ名は用いておらず『Aqours・虹ヶ咲学園スクールアイドル同好会・Liella!』と連名になっている。
2021年11月24日
Aqours・虹ヶ咲学園スクールアイドル同好会・Liella!によるオールナイトニッポンタイアップスプリットシングル『not ALONE not HITORI/ミラクル STAY TUNE!/Shooting Voice!!』発売。
2021年12月30日
インターネット生配信番組「ラブライブ!シリーズ 虹ヶ咲学園スクールアイドル同好会・Liella! 合同生放送 いよいよ明日はシリーズカウントダウンライブ!スペシャル前夜祭!」にて、相良、指出、法元明菜（虹ヶ咲・鐘嵐珠役）、岬、ペイトン、青山が共演、また「Aqours EXTRA LoveLive! 〜DREAMY CONCERT 2021〜」Day.2終わりのAqoursが会場中継で登場。
2021年12月31日〜2022年1月1日
「LoveLive! Series Presents COUNTDOWN LoveLive! 2021→2022 〜LIVE with a smile!〜」（ぴあアリーナMM）開催、Aqours、虹ヶ咲、Liella!（1期生のみ）が共演。
2022年4月17日
インターネット生配信番組「今こそスクフェスするしかナインじゃない!?スクフェス9周年生放送〜新情報も9（きゅう）っと詰め込みスペシャル〜」にて、徳井、降幡、法元、Liyuuが共演。虹ヶ咲の追加メンバーとμ'sの共演は、これが初めてとなる。
2022年9月25日
イベント「スクフェスシリーズ感謝祭2022」内ステージイベント「「9周年の、その先へ ―」閉会式&新情報発表会」にて、大西、法元、伊達、絵森彩（Liella!・鬼塚夏実役）が共演。
2023年1月3日
インターネット配信番組「ラブライブ!シリーズ新年会 〜新年に『なってしまった!』今年も『ユメ+ミライ=無限大』みんなの『夢が僕らの太陽さ』2023年も『WE WILL!!』SP〜」にて、新田、内田、逢田、小林、大西、久保田、伊達、鈴原希実（Liella!・桜小路きな子役）が共演。Liella!の2期生とμ'sの共演は、これが初めてとなる。
2023年2月2日
インターネット生配信番組「ラブライブ!スクールアイドルフェスティバル2 MIRACLE LIVE!生放送 情報盛りだくさんでお届け♪SP」にて、斉藤、法元、Liyuuが共演。
2023年3月25日
イベント「Anime Japan2023」内「ラブライブ!シリーズ合同スペシャルステージ」にて、逢田、斎藤、小宮、小林、大西、矢野妃菜喜（虹ヶ咲・高咲侑役）、楡井希実（蓮ノ空女学院スクールアイドルクラブ・日野下花帆役）、野中ここな（同・村野さやか役）、花宮初奈（同・乙宗梢役）、佐々木琴子（同・夕霧綴理役）、菅叶和（同・大沢瑠璃乃役）、月音こな（同・藤島慈役）が出演。蓮ノ空のメンバーと他作品のメンバーとの共演は、これが初めてとなる。
2023年4月7・14日
テレビ番組「ラブライブ!スクールアイドルフェスティバル2 MIRACLE LIVE! リリース直前番組 一緒にシャンシャンはじめよう♪SP」にて、飯田、徳井、逢田、小宮、大西、指出、青山、絵森、楡井、月音が共演。μ'sと蓮ノ空、Liella!と蓮ノ空の共演、そして5グループの同時出演は、これが初となる。
2023年6月25日
イベント「スクフェスシリーズ感謝祭」において、「μ’s&ニジガクとシャンシャンしよう!ステージ」にて飯田・徳井・相良・矢野が、「Aqours&Liella!とスクフェス2で盛り上がろう!ステージ」にて逢田・鈴木・鈴原・大熊和奏（Liella!・若菜四季役）が、それぞれ共演した。矢野とμ'sの共演は、これが初となる。
2023年7月1日
イベント「Nice to See You in LA!!」にて、小林・相良・伊達が共演。ライブパートではAqours・ニジガク・Liella!の楽曲を3人で一緒に歌唱した。
2023年12月7日
配信特番「異次元フェス アイドルマスター⭐❤ ラブライブ!歌合戦 アベマで生配信直前SP」にて、伊波、大西、伊達、楡井が共演。
2023年12月9・10日
イベント「異次元フェス アイドルマスター⭐❤ ラブライブ!歌合戦」にて、Aqours・ニジガク・Liella!・蓮ノ空女学院スクールアイドルクラブ（103期）の全メンバーと、スクールアイドルミュージカル選抜メンバーが共演。
2024年1月3日
インターネット配信番組「ラブライブ!シリーズ新年会 〜2024年も『どんなときもずっと』『キミノタメボクノタメ』みんなで『わちゅごなどぅー』で『Jump Into the New World』!!準備はOK!?『On your mark』SP〜」にて、新田、飯田、小林、高槻、林鼓子（虹ヶ咲・優木せつ菜役）、法元、大熊、結那（Liella!・ウィーン・マルガレーテ役）、菅、月音が共演。林、大熊、結那、菅とμ'sの共演は、これが初めてとなる。
2024年3月9・10日
ライブイベント「LoveLive! Series Presents ユニット甲子園 2024」にて、Aqours、Saint Snow、虹ヶ咲、Liella!、Sunny Passion、蓮ノ空（103期）が共演。
2024年6月8日
「ちゃやまち推しフェスティバル2024」内ステージイベント「推し作品を見つけよう！バンダイナムコフィルムワークス ステージ」にて、矢野、内田秀、堀内、浅井が共演。
2024年9月20日
斉藤、大西、伊達、楡井、新田によるシングル「Bring the LOVE!」をリリース。
2024年10月6日
「LoveLive! Series Asia Tour 2024 ～みんなで叶える物語～」上海公演にて、新田、内田彩、Pile、斉藤、小林、降幡、相良、内田秀、法元、Liella!が共演。
2024年10月20日
「明治安田J3リーグ 第33節 ツエーゲン金沢 vs アスルクラロ沼津」にて小宮、斉藤、野中、葉山風花（蓮ノ空・徒町小鈴役）が共演、蓮ノ空の104期メンバーの他作品のメンバーとの共演は、これが初となる。
2024年10月27日
インターネット生配信番組「ラブライブ！シリーズ　オフィシャルカードゲーム　新情報発表会」にて、大西、相良、楡井、櫻井陽菜（蓮ノ空・百生吟子役）共演。櫻井は、これが初の他グループとの共演となる。
2025年2月1・2日
ライブイベント「LoveLive! Series Asia Tour 2024 ～みんなで叶える物語～」横浜公演にて、新田、内田彩、Pile、斉藤、小林、降幡、大西、前田、久保田、林、指出、田中、Liella!、蓮ノ空（104期）が共演、蓮ノ空の来栖りん（安養寺姫芽役）は、これが初の共演となる。
2025年2月8日
インターネット生配信番組「ラブカ発売記念生放送」にて、指出、内田秀、楡井、月音が共演。
2025年8月14日
「U-NEXT MUSIC FES LoveLive! Series EXPO 2025 STAGE ~Right now!~」にて、新田、内田彩、Pile、斉藤、小林、降幡、久保田、林、指出、田中、伊達、ペイトン、藪島、蓮ノ空（105期）、綾咲穂音（いきづらい部!・高橋ポルカ役）、遠藤璃菜（同・麻布麻衣役）、宮野芹（同・五桐玲役）、藤野こころ（同・駒形花火役）、坂野愛羽（同・金澤奇跡役）、瀬古梨愛（同・調布のりこ役）、奥村優季（同・春宮ゆくり役）、天沢朱音（同・此花輝夜役）、小戸森穂花（同・山田真緑役）、涼ノ瀬葵音（同・佐々木翔音役）が共演、蓮ノ空の三宅美羽（セラス・柳田・リリエンフェルト役）及び、進藤あまね（桂城泉役）、いきづらい部!は、このイベントが初の共演となる。

## ファンおよび社会的な影響
本作のファンの呼称として、『電撃G's magazine』2011年7月号から使われ始めた「ラブライ部員」がある。それと同時に『G's』誌上で読者投稿コーナー「ラブライ部 G's課外活動 のぞまきえり」、ニコニコ生放送で「ラブライ部 ニコ生課外活動 ことほのうみ」、ウェブラジオで「ラブライ部 ラジオ課外活動 にこりんぱな」が始まり、これに由来する呼称である。『G's』誌上のほか、配信番組名やイベント名にも含まれたり、『無印』の関連商品の購入などで獲得できるポイントの交換景品の1つとして、「ラブライ部 部員証」というものもあった。景品交換の受付が終了し、「ラブライ部」という単語を含んだ関連番組やイベントがまったく開催されなくなった2016年頃から、公式に使われることはなくなった。なお、「ラブライ部」の呼称は2019年から定期刊行されているシリーズ総合誌『LoveLive!Days』の読者投稿コーナー「みんなのラブライ部!」のタイトルで再使用された。
このほか、2011年7月15日に配信された「にこりんぱな」第3回で決定された「ラブライバー」がある。社会的には後者が広まり、2015年の新語・流行語大賞のノミネート語50語にも選出された。20歳代から30歳代の女性ラブライバーも増加傾向にあるとされ、その理由として「（一般的なアイドルが肩身の狭い思いをする）アラサーになってもかわいくいられるんだ」と励まされたり、「いつまでも可愛くありたいという、女性の気持ちにもつながる」とも評されている。
また、著名な人物が、しばしば本シリーズに言及している。平昌オリンピック（2018年）の女子カーリング準決勝の選手紹介において、日本代表の吉田知那美が「にっこにっこにー」のポーズを決め、話題となった。そのほか、Kis-My-Ft2の宮田俊哉、モデルの市川紗椰、フリーアナウンサーの松澤千晶、ロンドンブーツ1号2号の田村淳、俳優の神木隆之介などが本シリーズのファンを公言している。また2018年の沼津市長選挙に出馬・当選し、市長に就任した頼重秀一も、「『サンシャイン!!』と地域・企業とのコラボレーション」を公約に掲げている。μ'sファイナルライブ（2016年）に招待された、当時文部科学大臣の馳浩（現・石川県知事）は「ラブライバー大臣と呼んでください」と語った他、石川県知事就任後の記者会見で、同県を舞台とした『蓮ノ空』に関する話題が出た際に、当時の思い出を振り返った。
一方で、一部のファンによる、公共の場で騒いだり、出演者に付きまとったりなどの迷惑行為が頻発しており、作品側が複数回注意喚起を行なう事態となっている（聖地と巡礼も参照）。2018年には、クラウドファンディングで設置されたキャラクターマンホールに対して損壊行為を行ったとして、高校生が逮捕される事件も発生している。

## 主な製作会社
ここでは、本シリーズの製作に関わる、主要三者を列挙する。
電撃G's magazine/LoveLive!Days（株式会社KADOKAWA）
キャラクター製作、文芸、読者参加企画を担当。KADOKAWAグループ（旧株式会社アスキー・メディアワークス）。
ただし、『スクフェス』を始めとするスクフェスシリーズ全般には関わっていない。
2019年6月3日に『LL!D』が創刊され、雑誌連載は『G's』とのW体制となった。2022年10月28日をもって『G's』が休刊となり、同誌に掲載されていたシリーズ関連のコンテンツはすべて『LL!D』に集約された。
ランティス（株式会社バンダイナムコミュージックライブ）
主に楽曲製作などの音楽面、一部の声優ユニットのマネジメントを担当。バンダイナムコグループ（旧株式会社バンダイナムコアーツ←株式会社ランティス）。
サンライズ（株式会社バンダイナムコフィルムワークス）
主にアニメーション制作および他社による商品・サービスにおけるライセンス窓口、『スクスタ』運営を担当。バンダイナムコグループ（旧株式会社サンライズ）。